# Errementari
Cet article possède un paronyme, voir Elementary.
Pour plus de détails, voir Fiche technique et Distribution.
Errementari (forgeron, en basque) est un film basque réalisé par Paul Urkijo et sorti en 2017.

## Synopsis
L'histoire qu'on y raconte se situe dans un village indéterminé d'Alava. La trame narrative est  inspirée d'une vieille légende basque,  autour d'un forgeron qui vend son âme au diable.
Le film commence en 1835, lors de la première guerre carliste et débute avec l'exécution à la baïonette d'un groupe de soldats carlistes basques par la faction isabelline. Mais parmi les militaires exécutés se trouve le forgeron Patxi, difficile à tuer à cause de son pacte avec un démon appelé Sartael.
Après la guerre, le forgeron mène une vie solitaire dans une forge fortifiée. Tout le monde le craint et personne n'ose même approcher de la forge. Lorsqu'un fonctionnaire vient au village pour y pour enquêter sur la disparition d'une fortune en or, les villageois vont tenter de pénétrer dans la forge de Patxi. Une deuxième tentative de capturer le forgeron aura lieu lorsqu'une petite fille disparaît près de là.

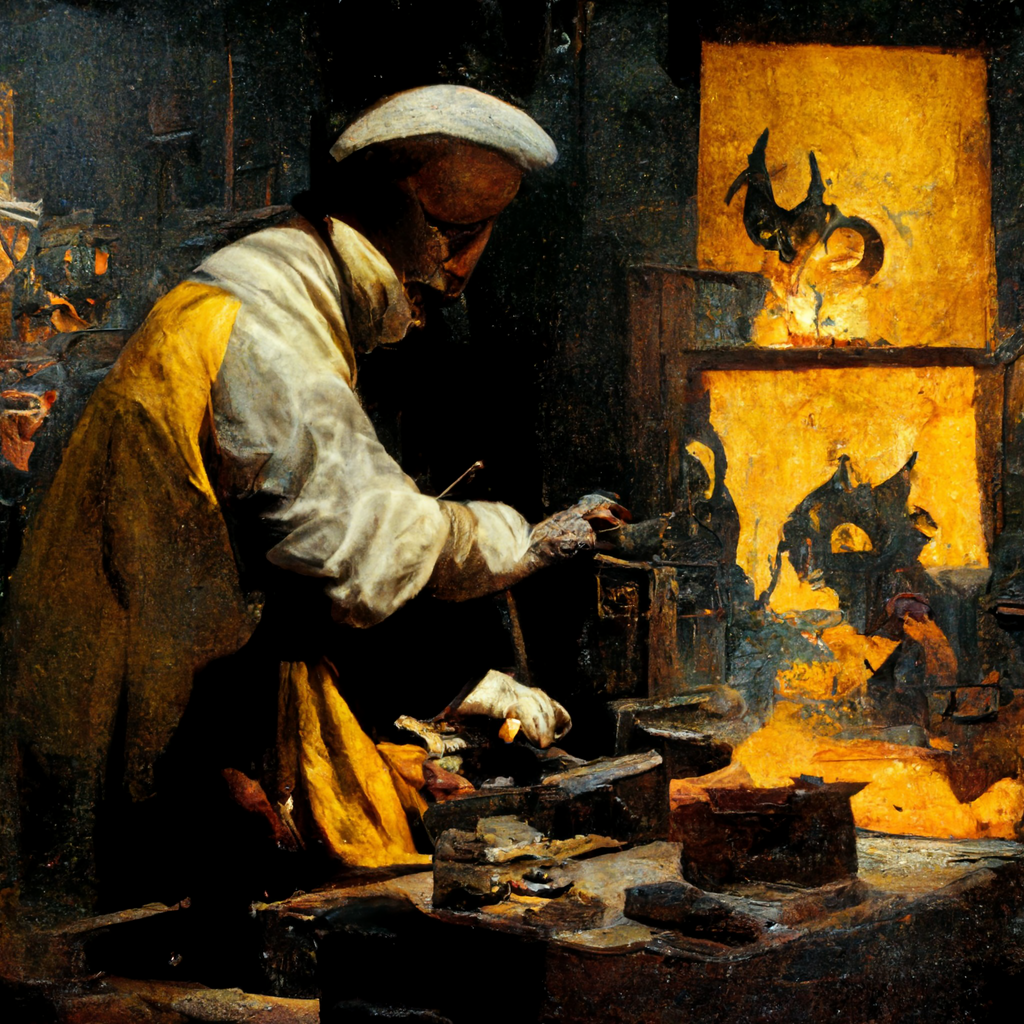
Illustration de Patxi Errementaria.

La légende mythologique qu'inspire le film, intitulée Patxi Errementaria, avait été recueillie par l'ethnographe Jose Miguel de Barandiaran Ayerbe en 1903. Avec l'aide du linguiste Koldo Zuazo, certains dialogues ont été enregistrés dans un dialecte basque éteint d'Alava, afin d'enrichir le vocabulaire de termes du 19e siècle.
Hors compétition, il a été présenté dans le Festival International du Film Fantastique de Gérardmer 2018.

## Fiche technique
- Titre original : Errementari
- Titre français/québécois : Errementari: Le forgeron et le diable
- Réalisation : Paul Urkijo
- Image: Gorka Gomez Andreu
- Direction artistique : Izaskun Urkijo
- Costumes : Nerea Torrijos
- Son : Pablo Bueno
- Musique : Pasqual Gaigne
- Sociétés de production : Kinoskopik s.l., Pokepsie Films Ikusgarri Films Alex de la Iglesia Carolina Bang
- Pays d'origine :  Espagne France
- Langue originale : basque
- Genre : fantastique, comédie horrifique, folk horror[1]
- Durée : 98 minutes
- Dates de sortie : 2017

## Distribution
- Kandido Uranga : Francisco Patxi.
- Uma Bracaglia : Usue.
- Eneko Sagardoy : Sartael.
- Ramón Agirre : Alfredo.Ortiz
- José R.Argoitia : Mateo.
- Josean Bengoetxea : Santi.
- Gotzon Sánchez : Faustino.
- Aitor Urtzelai : Benito.
- Maite Bastos : Blanca.
- Iñigo de la Iglesia : Miguel.
- Unax González : Asier.
- Jon Ander Alonso : Lukas.
- Ortzi Acosta Calvo : Alastor.
- Zigor Bilbao : Néstor.
- Itziar Ituño : Ana.
- Gorka Aguinagalde : Teniente.
- Naia García : Claudia.
- Haizea García : Cristina.
- Pako Eizagirre : le narrateur.
- Elías García : Le démon Orobas.
- Almudena Cid : Maite.

## Récompenses
Prix du Public du 28e Festival du Cinema Fantastique et de Terreur de Saint Sebastian, an 2017.